# Chuo-šan
Chuo-šan (čínsky pchin-jinem Huòshān, znaky 霍山) je okres na východě Čínské lidové republiky, je částí městské prefektury Lu-an, ležící na západě provincie An-chuej. Okres má rozlohu 2 042 čtverečních kilometrů a má 370 tisíc obyvatel. Okres je rozdělen na devět městysů a šestnáct obcí, sídlem okresního úřadu je městys Cheng-šan.